# Anton Doll

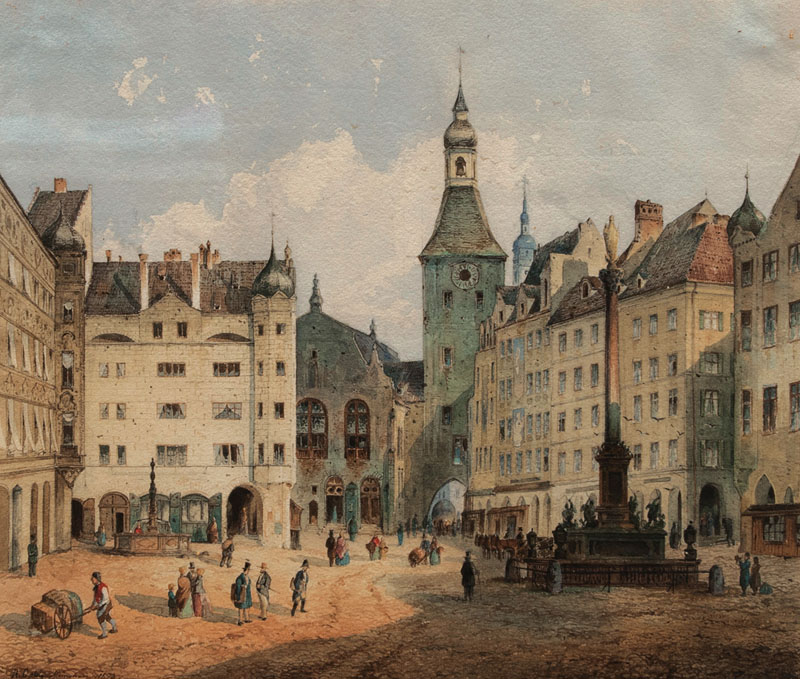
Anton Doll, Der Marienplatz in München

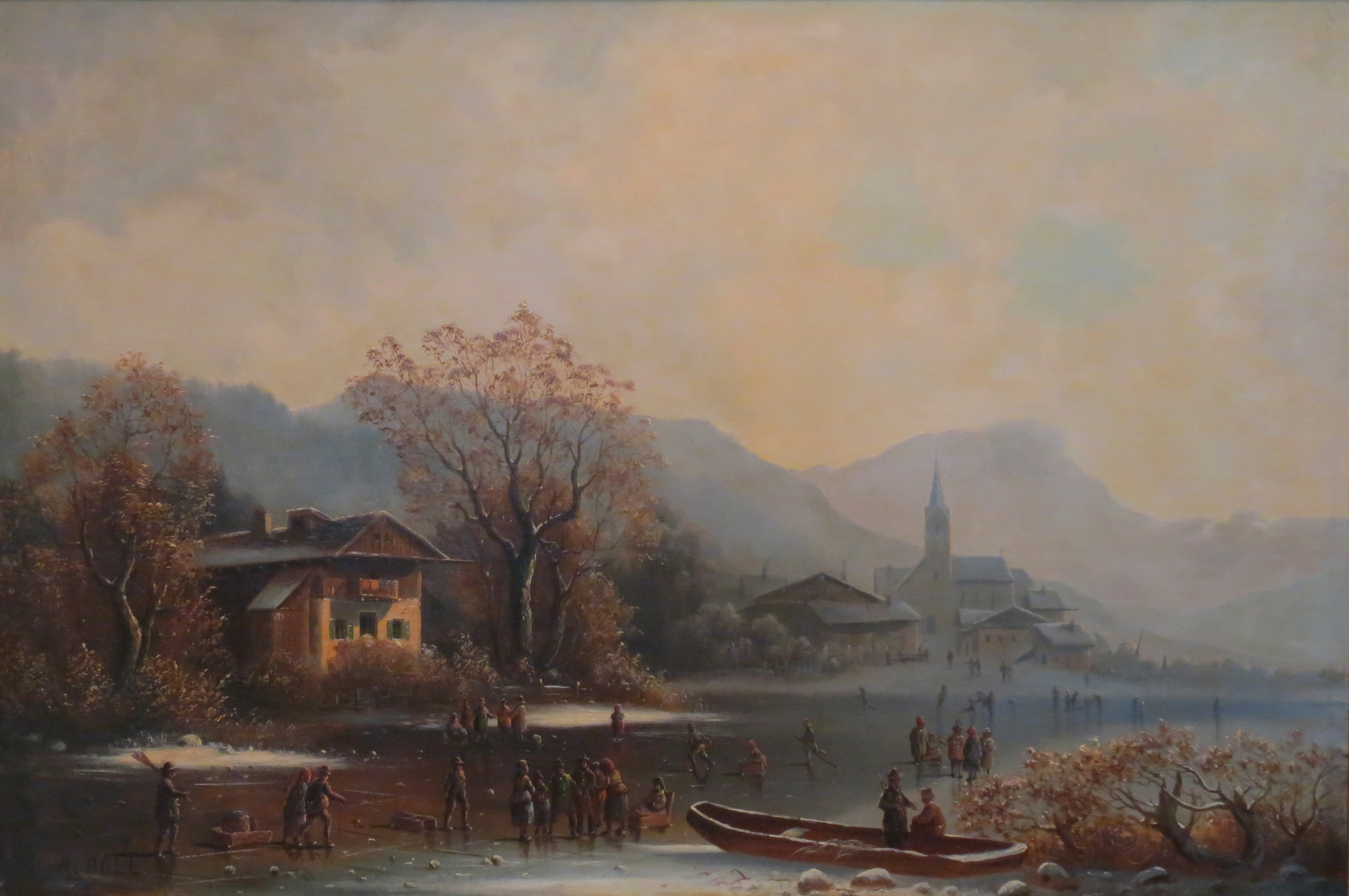
Anton Doll, Winterliches Vergnügen am Tegernsee

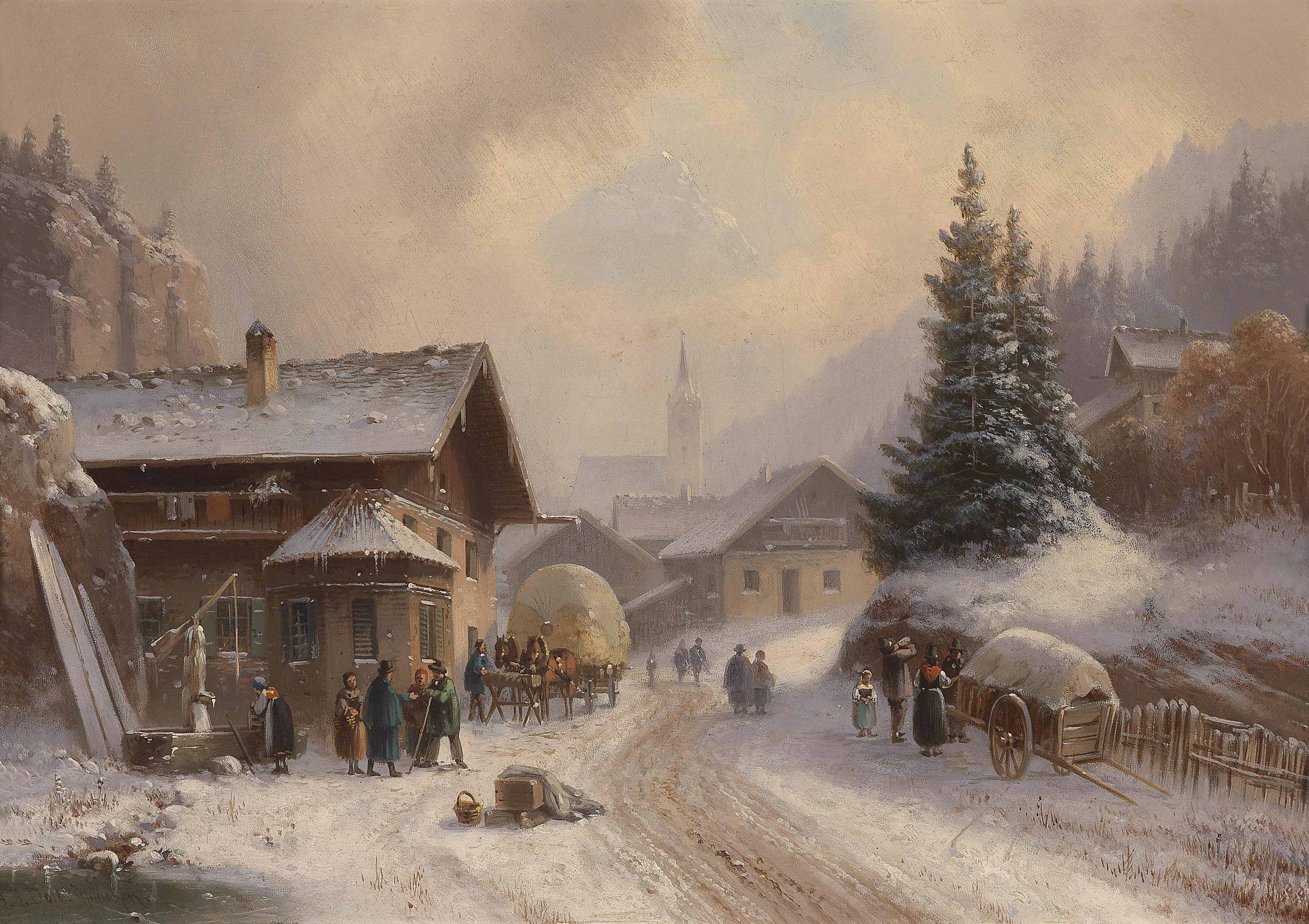
Anton Doll, Dorfstraße im Winter

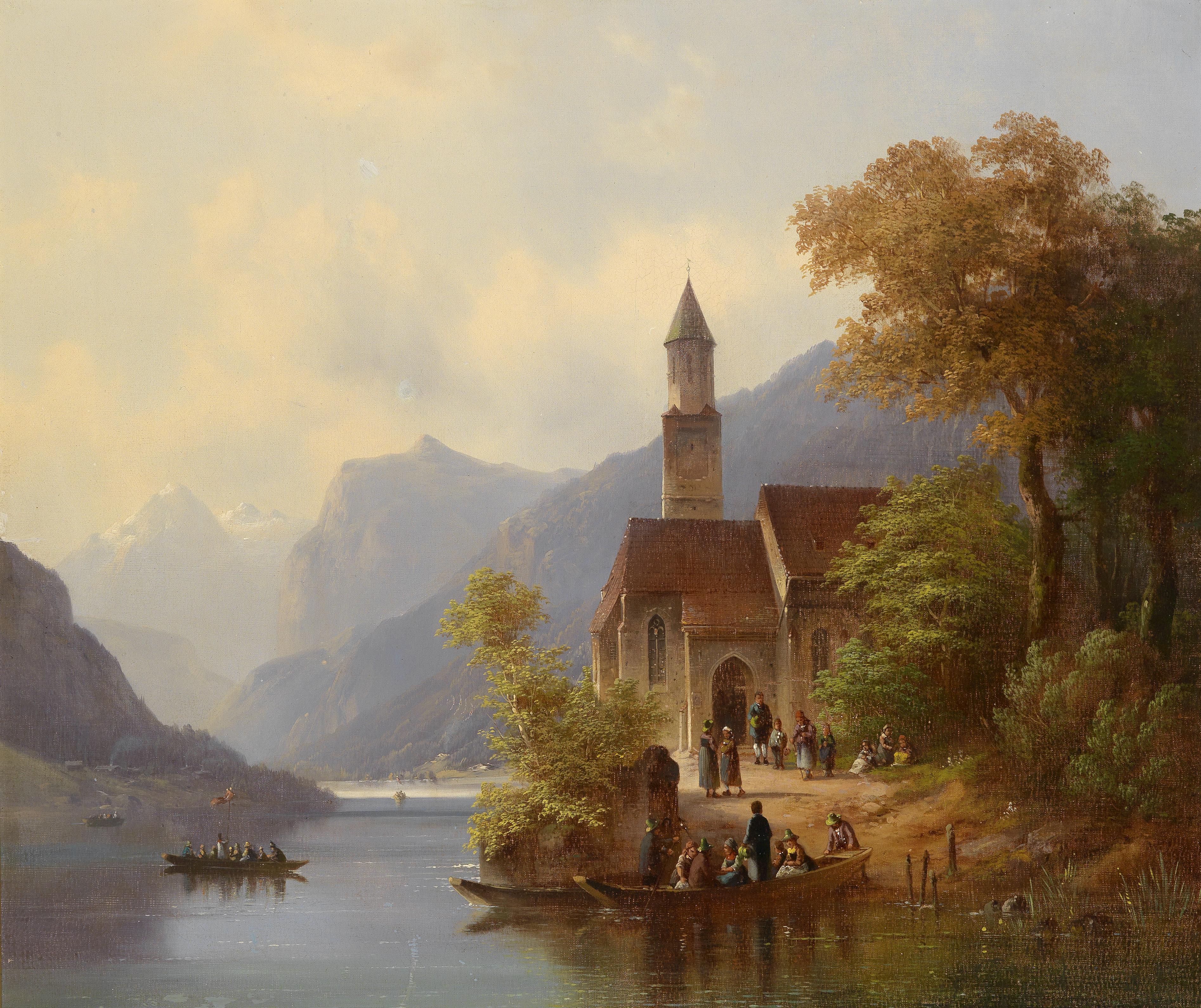
Anton Doll, Am Heimweg von der Sonntagsmesse

Anton Doll  (* 3. März 1826 in München; † 2. Mai 1887 ebenda) war ein deutscher Landschaftsmaler und Vertreter der Münchner Schule. Zu seinen bekanntesten Werken zählen neben Stadtansichten seiner Heimatstadt vor allem Darstellungen des dörflichen Lebens im Münchner Umland und hier vor allem die Wintermotive. Seine Werke werden unter anderem in der Neuen Pinakothek in München und der Graphischen Sammlung der Staatsgalerie Stuttgart ausgestellt.

## Leben
Doll wurde am 3. März 1826 als Sohn eines Lehrers in München geboren. Bereits in seiner Kind- und Jugendzeit in der Hackenstraße 8 in München zeigte sich sein ausgesprochenes Zeichentalent, das von seinem Lehrer Franz Dahmen (1793–1865), einem Porträtmaler und Lithographen gefördert wurde. Sein Jura-Studium an der Universität in München beendete er vorzeitig, um sich vollständig der Malerei zuzuwenden. 1852, im Alter von 26 Jahren, wurde er Mitglied im Münchner Kunstverein, der bereits früh die Werke Dolls ausstellte. Auch nach seinem Tod im Jahre 1887 widmete der Verein dem Verstorbenen eine Ausstellung.

## Werk
In den Frühwerken von Anton Doll finden sich vor allem Aquarelle und Veduten mit Münchner Motiven. Wegen ihrer getreuen Darstellungen sind diese noch heute von dokumentarischem Wert. In der Folge entwickelte Doll das Genre der Landschaftsmalerei mit bäuerlichen Motiven weiter und folgte damit der Tradition von Malern wie Peter von Hess, Carl August Lebschée, Michael Neher, Heinrich Bürkel und Moritz Eduard Lotze. Seine Motive fand Doll bei Ausflügen in das Münchner Voralpenland, die Schweiz und Oberitalien. Charakteristisch sind vor allem Landschaftsbilder mit der Abbildung der dörflichen Bevölkerung bei der Arbeit und dem Freizeitvergnügen. Beliebte und häufig wiederkehrendes Motive sind vor allem spätromantische winterliche Dorf- und Seenlandschaften.